# جوان بونس ألفاريز
جوان بونس ألفاريز (بالإسبانية: Juan Pons)‏ (و. 1946  م) هو مغني أوبرا، وباريتون إسباني، ولد في مدينة منورقة.

## التعليم
تعلم في المعهد الموسيقي الأعلى لليكاو.

## جوائز
حصل على جوائز منها:
- Ramon Llull Award [الإنجليزية]‏.

## وصلات خارجية
- جوان بونس ألفاريز على موقع IMDb (الإنجليزية)
- جوان بونس ألفاريز على موقع ميوزك برينز (الإنجليزية)
- جوان بونس ألفاريز على موقع أول ميوزيك (الإنجليزية)
- جوان بونس ألفاريز على موقع ديسكوغز (الإنجليزية)
- جوان بونس ألفاريز على موقع قاعدة بيانات الفيلم (الإنجليزية)

- جوان بونس ألفاريز في قاعدة بيانات الأفلام على الإنترنت